# Larry ten Voorde
Larry ten Voorde (Enschede, Países Bajos; 2 de octubre de 1996) es un piloto de automovilismo neerlandés. Desde 2018 compite en Porsche Supercup, categoría de la que fue campeón en 2020, 2021 y 2024, y subcampeón en 2022 y 2023.

## Carrera

### Inicios y categorías Porsche
Larry ten Voorde, después de una carrera muy joven en el karting, pasó a la Fórmula Renault en 2013, donde corrió durante dos años. En 2017 dejó las carreras de monoplazas para pasar a la Copa Porsche Carrera Alemania y desde 2018 a la Porsche Supercup, un campeonato monomarca que utiliza el Porsche 991 GT3 del fabricante alemán.

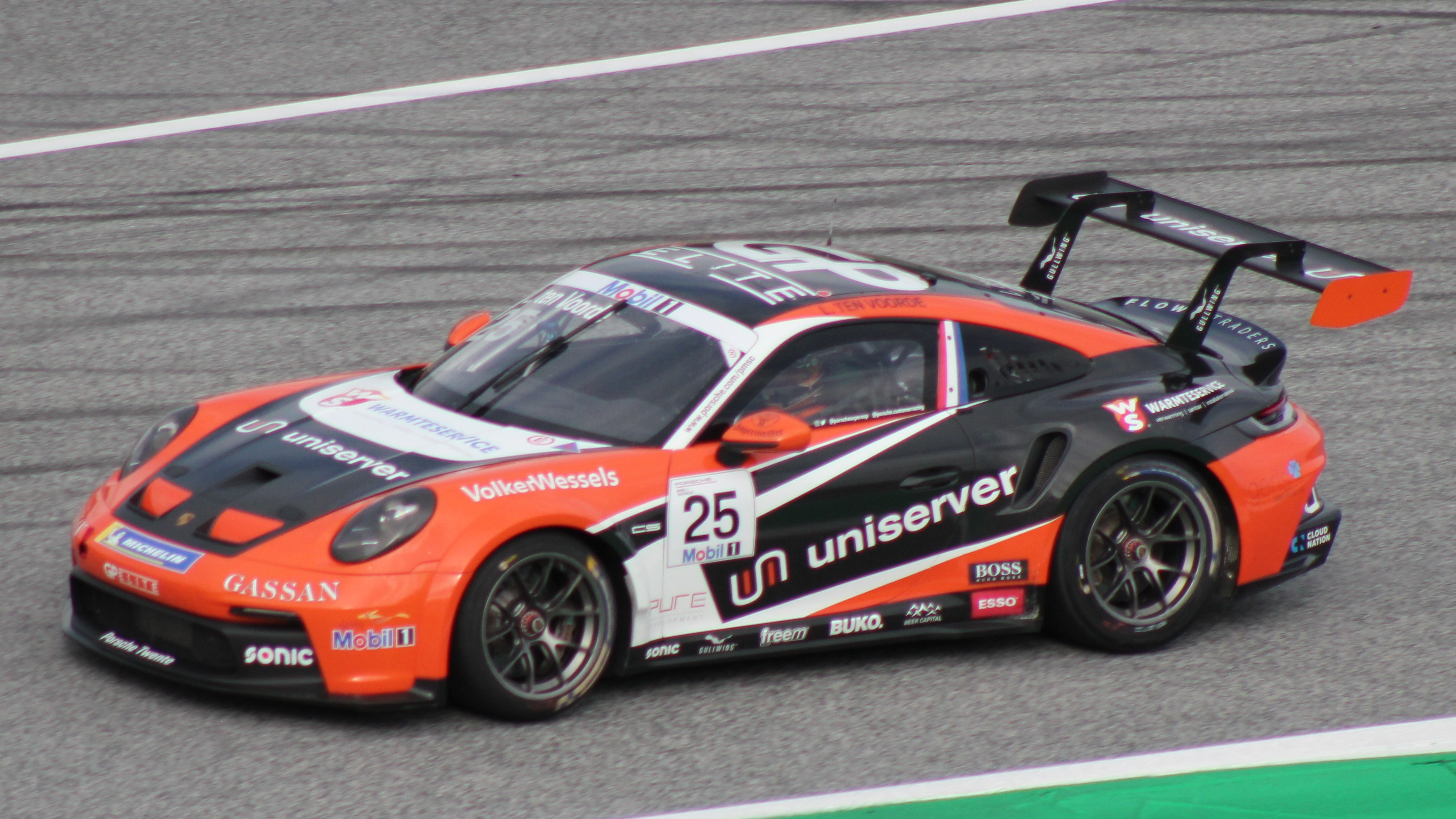
Larry ten Voorde en 2021 durante la Porsche Supercup.

En 2019, mientras era piloto del equipo MRS GT-Racing, logró su primera victoria en la categoría en Monza. 2020 fue un año dorado para ten Voorde: en la Porsche Supercup ganó las carreras de Silverstone, Barcelona y Monza, logrando el título de pilotos. También ganó la Copa Porsche Carrera de Alemania. Al año siguiente el neerlandés consiguió repetir ganando de nuevo los dos campeonatos, en la Supercopa obtuvo cuatro victorias incluyendo la carrera de Monza por tercera vez.
En 2022 ten Voorde no pudo lograr el campeonato, el neerlandés tras ganar en Montecarlo terminó segundo en la clasificación a tan solo 10 puntos del campeón Dylan Pereira.

### Resistencia
Ten Voorde fue convocado por Team Project 1 para competir a tiempo parcial en la temporada 2019-20 del Campeonato Mundial de Resistencia de la FIA. Corrió en cuatro eventos, logrando dos victorias, ambas en las 8 Horas de Baréin, un segundo puesto en las 4 Horas de Shanghái y un cuarto puesto en las 24 Horas de Le Mans 2020. A pesar de perderse la mitad de las carreras, terminó tercero en la clase LMGTE Am.

## Resumen de carrera
| Temporada | Categoría                                              | Equipo                          | Carreras     | Victorias    | Poles        | VR           | Podios       | Puntos       | Pos.         |
| --------- | ------------------------------------------------------ | ------------------------------- | ------------ | ------------ | ------------ | ------------ | ------------ | ------------ | ------------ |
| 2013      | Fórmula Renault 1.6 NEC                                | Van Amersfoort Racing           | 4            | 0            | 1            | 0            | 0            | 213          | 4.º          |
| 2013      | Fórmula Renault 1.6 NEC                                | B&W Motorsport                  | 8            | 1            | 2            | 2            | 5            | 213          | 4.º          |
| 2014      | Fórmula Renault 1.6 NEC                                | Pirosport                       | 6            | 0            | 0            | 0            | 2            | 90           | 12.º         |
| 2014      | Fórmula Renault 1.6 NEC                                | MB Motorsport                   | 2            | 0            | 2            | 0            | 0            | 90           | 12.º         |
| 2016      | Porsche Supercup                                       | race:pro motorsport             | 1            | 0            | 0            | 0            | 0            | 0            | NC†          |
| 2017      | Copa Porsche Carrera Alemania                          | Team Deutsche Post by Project 1 | 14           | 0            | 1            | 1            | 3            | 155          | 5.º          |
| 2018      | Porsche Supercup                                       | Team Project 1                  | 10           | 0            | 0            | 0            | 0            | 80           | 10.º         |
| 2018      | Copa Porsche Carrera Alemania                          | Team Deutsche Post by Project 1 | 14           | 0            | 0            | 0            | 6            | 170          | 3.º          |
| 2019      | Porsche Supercup                                       | MRS GT-Racing                   | 9            | 1            | 1            | 1            | 5            | 114          | 4.º          |
| 2019      | Copa Porsche Carrera Alemania                          | Overdrive Racing by Huber       | 16           | 5            | 5            | 2            | 7            | 220          | 3.º          |
| 2019-20   | Campeonato Mundial de Resistencia de la FIA - LMGTE Am | Team Project 1                  | 4            | 2            | 1            | 0            | 3            | 119          | 3.º          |
| 2020      | Porsche Supercup                                       | Team GP Elite                   | 8            | 3            | 3            | 2            | 6            | 155          | 1.º          |
| 2020      | Copa Porsche Carrera Alemania                          | Nebulus Racing by Huber         | 11           | 4            | 3            | 1            | 11           | 211          | 1.º          |
| 2020      | 24 Horas de Le Mans - LMGTE Am                         | Team Project 1                  | 1            | 0            | 0            | 0            | 0            | N/A          | 4.º          |
| 2021      | Porsche Supercup                                       | Team GP Elite                   | 8            | 4            | 4            | 2            | 6            | 155          | 1.º          |
| 2021      | Copa Porsche Carrera Alemania                          | Team GP Elite                   | 16           | 8            | 8            | 4            | 13           | 326          | 1.º          |
| 2022      | Porsche Supercup                                       | Team GP Elite                   | 8            | 1            | 2            | 1            | 7            | 139          | 2.º          |
| 2022      | Copa Porsche Carrera Alemania                          | Team GP Elite                   | 16           | 5            | 4            | 6            | 9            | 266          | 2.º          |
| 2023      | Porsche Supercup                                       | Team GP Elite                   | 8            | 0            | 2            | 0            | 5            | 117          | 2.º          |
| 2023      | Copa Porsche Carrera Alemania                          | Team GP Elite                   | 16           | 7            | 7            | 4            | 15           | 330          | 1.º          |
| 2023      | Copa Porsche Carrera Italia                            | Enrico Fulgenzi Racing          | 8            | 5            | 3            | 4            | 7            | 177          | 1.º          |
| 2024      | Porsche Supercup                                       | Schumacher CLRT                 | 8            | 5            | 5            | 4            | 6            | 168          | 1.º          |
| 2024      | Copa Porsche Carrera Alemania                          | Proton Huber Competition        | Disputándose | Disputándose | Disputándose | Disputándose | Disputándose | Disputándose | Disputándose |
| 2024      | Copa Porsche Carrera Italia                            | Enrico Fulgenzi Racing          | Disputándose | Disputándose | Disputándose | Disputándose | Disputándose | Disputándose | Disputándose |
| 2024      | IMSA SportsCar Championship - GTD                      | MDK Motorsports                 | 1            | 0            | 0            | 0            | 0            | 8            | 54.º         |
| 2024      | 24 Horas de Nürburgring - Cup2                         | Scherer Sport PHX               | 1            | 0            | 0            | 0            | 1            | N/A          | 2.º          |
| Fuente:   |                                                        |                                 |              |              |              |              |              |              |              |

- † Era piloto invitado, por lo que no sumó puntos.

## Resultados

### Porsche Supercup
(Clave) (negrita indica pole position) (cursiva indica vuelta rápida)

| Año     | Escudería           | 1     | 2     | 3       | 4      | 5     | 6     | 7      | 8      | 9     | 10    | Pos. | Puntos |
| ------- | ------------------- | ----- | ----- | ------- | ------ | ----- | ----- | ------ | ------ | ----- | ----- | ---- | ------ |
| 2016    | race:pro motorsport | CAT   | MON   | RBR     | SIL    | HUN   | HOC   | SPA 8  | MNZ    | USA   | USA   | NC†  | 0†     |
| 2018    | Team Project 1      | CAT 6 | MON 9 | RBR 8   | SIL 4  | HOC 9 | HUN 8 | SPA 10 | MNZ 28 | MEX 7 | MEX 6 | 10.º | 80     |
| 2019    | MRS GT-Racing       | CAT   | MON 3 | RBR 3   | SIL 4  | HOC 2 | HUN 3 | SPA 4  | MNZ 1  | MEX 5 | MEX 9 | 4.º  | 115    |
| 2020    | Team GP Elite       | RBR 4 | RBR 3 | HUN 3   | SIL 1  | SIL 2 | CAT 1 | SPA 5  | MNZ 1  |       |       | 1.º  | 155    |
| 2021    | Team GP Elite       | MON 1 | RBR 1 | RBR 3   | HUN 1  | SPA 8 | ZAN 5 | MNZ 3  | MNZ 1  |       |       | 1.º  | 155    |
| 2022    | Team GP Elite       | IMO 2 | MON 1 | SIL 2   | RBR 29 | LEC 3 | SPA 2 | ZAN 3  | MNZ 2  |       |       | 2.º  | 139    |
| 2023    | Team GP Elite       | MON 2 | RBR 2 | SIL 28† | HUN 4  | SPA 8 | ZAN 3 | ZAN 3  | MNZ 2  |       |       | 2.º  | 117    |
| 2024    | Schumacher CLRT     | IMO 1 | MON 1 | RBR 1   | SIL 1  | HUN 7 | SPA 4 | ZAN 1  | MNZ 2  |       |       | 1.º  | 168    |
| Fuente: |                     |       |       |         |        |       |       |        |        |       |       |      |        |

- † Ten Voorde era piloto invitado, por lo tanto no fue apto para sumar puntos.

### Campeonato Mundial de Resistencia de la FIA
(Clave) (negrita indica pole position) (cursiva indica vuelta rápida)

| Año     | Escudería      | Clase    | Automóvil       | 1   | 2   | 3   | 4   | 5   | 6   | 7   | 8   | Pos. | Puntos | Ref.  |
| ------- | -------------- | -------- | --------------- | --- | --- | --- | --- | --- | --- | --- | --- | ---- | ------ | ----- |
| 2019-20 | Team Project 1 | LMGTE Am | Porsche 911 RSR | SIL | FUJ | SHA | BHR | COA | SPA | LMS | BHR | 3.º  | 119    | [ 9 ] |
| 2019-20 | Team Project 1 | LMGTE Am | Porsche 911 RSR |     |     | 2   | 1   |     |     | 4   | 1   | 3.º  | 119    | [ 9 ] |

### 24 Horas de Le Mans
| Año     | Equipo         | Copilotos                      | Automóvil       | Clase    | Vueltas | Pos. | Pos. Clase |
| ------- | -------------- | ------------------------------ | --------------- | -------- | ------- | ---- | ---------- |
| 2020    | Team Project 1 | Matteo Cairoli Egidio Perfetti | Porsche 911 RSR | LMGTE Am | 339     | 27.º | 4.º        |
| Fuente: |                |                                |                 |          |         |      |            |